# تئاتر کرایتورین
تئاتر کرایتورین (انگلیسی: Criterion Theatre) یک سالن نمایش در لندن، انگلستان است.
این سالن تئاتر که در خیابان جرمین قرار دارد در سال ۱۸۷۴ میلادی تأسیس شده و جزئی از تئاتر وست اند محسوب می‌شود. تئاتر کرایتورین دارای ۵۹۱ نفر ظرفیت می‌باشد.